# Odontomyia notatifrons
Odontomyia notatifrons är en tvåvingeart som beskrevs av Enrico Adelelmo Brunetti 1923. Odontomyia notatifrons ingår i släktet Odontomyia och familjen vapenflugor. Inga underarter finns listade i Catalogue of Life.